# Секурита
Секури́та або Секури́тас (лат. Securitas) — давньоримська богиня безпеки та стабільності, особливо безпеки Римської імперії. До богині давні римляни зверталися напередодні подорожей та інших ризикованих заходів.

## Культ Секурити у римській міфології
Римляни найчастіше зверталися до Секурити із жертвопринесеннями перед тривалими подорожами. На відміну від Фортуни, Спесу та інших персонажів римського пантеону богині безпеки не присвячували храмів і не встановлювали статуї. В основному про характер її зображень можна судити з монет.

## Секурита на монетах
Секурита зустрічається на монетах від Нерона до Магненція та Децензія. На перших монетах Секурита представлена навсидячки з однією рукою, зіпертою на крісло, а з іншою, закинутою за голову, що підкреслює пов'язаний із поняттям безпеки спокій. Згодом богиню зображували також навстоячки або зіпертою на колону. Її атрибути символізують безпеку і спокій. Тримає в руці спис, або палицю, або ріг достатку, або патеру (жертовної посудини), або земну кулю.
Найчастіше вона одягнена в характерний для римської матрони одяг, проте також зустрічаються монетні типи з напівоголеною Секуритою.

## Епітети Секурити на монетах

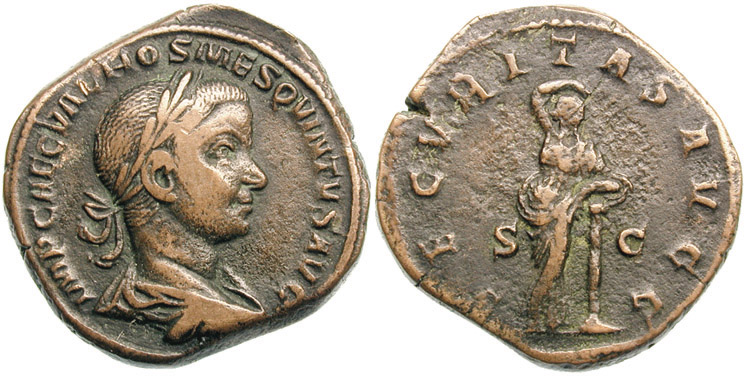
Секурита, безпека Римської імперії, на аверсі сестерція Гостиліана

В умовах неспокійного часу і численних воєн Секурита з епітетом «AVGVSTI» уособлювала безпеку держави і передусім безпеку, забезпечену імператором.
Поява Секурити на грошах, імовірно, могла бути пов'язана з невдалою змовою проти Нерона. Порятунок імператора від загрози офіційна пропаганда пов'язувала з божественним захистом. Існує й інша версія розміщення богині безпеки на монети. В умовах, коли мешканці Риму залежали від поставок зерна з інших частин імперії, Секурита, на думку римлян, охороняла кораблі від бурі та кораблетрощі.
Легенда «SECVRITAS IMP(eratoris) GERMAN(ici)» мала символізувати пов'язану з імператором Авлом Вітелієм Германіком безпеку імперії.
Громадянська війна у «рік чотирьох імператорів» (68-69 роках) вчергове довела важливість безпеки. У цей час популярності набувають епітети щодо забезпечення безпеки всього римського народу та держави: «P[opuli] R[omani]» (безпека римського народу), «ROMANI» (римлян), «PVB [lica]» (суспільна), «REIPVB [LICAE]» (держави), «IMPER [II]» (імперії); і навіть безпека «світу» («ORB[IS]»), «століття» («SAECVLI»), «часу» («TEMPORVM») або «вічності» («PERPET[VA]»).
У добу правління Коммода Секуриту на монетах замінив верховний бог римського пантеону Юпітер, який виступає заступником, оборонцем, гарантом безпеки імператора (SPONSOR SEC[uritatis] AVG[usti]).